# Златни години
„Златни години” је југословенски и македонски ТВ филм из 1978. године. Режирао га је Иван Митевски а сценарио је написао Русомир Богдановски.

## Улоге
| Глумац                 | Улога          |
| ---------------------- | -------------- |
| Ацо Стефановски        |                |
| Петре Прличко          | Берберот Мамец |
| Тодор Николовски       | Доне Сарениот  |
| Јорданчо Чевревски     | Цирак          |
| Предраг Дишљенковић    |                |
| Киро Ћортошев          | Никола         |
| Лидија Велкова         |                |
| Никола Коле Ангеловски |                |
| Кирил Зезоски          |                |
| Димче Трајковски       |                |
| Стојка Цекова          |                |

Остале улоге ▼
| Глумац                    | Улога |
| ------------------------- | ----- |
| Цане Настески             |       |
| Рампо Конески             |       |
| Благоја Спиркоски Џумерко |       |
| Илија Милчин              |       |
| Љубица Спироска           |       |
| Илко Стефановски          |       |
| Гјоргји Колозов           |       |
| Блашка Дишљенковић        |       |